# Arnoglossus kessleri
Arnoglossus kessleri är en fiskart som beskrevs av Schmidt, 1915. Arnoglossus kessleri ingår i släktet Arnoglossus och familjen tungevarsfiskar. IUCN kategoriserar arten globalt som otillräckligt studerad. Inga underarter finns listade i Catalogue of Life.